# Пентагоно
Пентагоно (грец. Πεντάγωνο) — район на сході Афін, в якому базуються об'єкти Міністерства оборони Греції. Межує із муніципалітетеми Нео-Психіко та Папагу.
Район Пентагоно перетинає проспект Месогейон. Його обслуговує станція 3 гілки Афінського метрополітену «Етнікі-Афіна».